# Гуданов Євген Олексійович
Євген Олексійович Гуданов (1921—1944) — лейтенант Робітничо-селянської Червоної Армії, учасник Німецько-радянської війни, Герой Радянського Союзу (1944).

## Біографія
Євген Гуданов народився 7 листопада 1921 року в Харкові в робітничій родині. Закінчив сім класів харківської школи № 1, працював на Харківському автотрактороремонтному заводі. У серпні 1941 року Гуданов був призваний до лав Робітничо-селянської Червоної Армії. В 1942 році закінчив Білоцерківське військове піхотне училище, евакуйоване до Томську. З вересня того ж року — на фронтах Німецько-радянської війни. Брав участь у боях на Волховському, Воронезькому та 2-му Українському фронтах. Брав участь у боях під Ленінградом, звільнення Полтавської і Черкаської областей, битві за Дніпро, Корсунь-Шевченківської операції. До березня 1944 року лейтенант Євген Гуданов командував взводом розвідки 857-го стрілецького полку 294-ї стрілецької дивізії 52-ї армії 2-го Українського фронту. Відзначився під час Умансько-Ботошанську операції.

Анотаційна дошка Євгену Гуданову.

Взвод Гуданова, діючи попереду основних сил, першим переправився через Південний Буг і, використовуючи перевагу раптовості, звільнив три населених пункти, взяв у полон 3 офіцерів, 5 унтер-офіцерів і 37 солдатів противника, а також захопив 14 возів з кіньми. Надалі взвод переправився через Дністер і зробив розвідку ворожої оборони, забезпечивши успішне форсування річки полком без втрат. У 20-х числах березня 1944 року група з п'яти осіб, очолювана Гудановим, отримала завдання провести розвідку чисельності військ противника в населеному пункті Царіград Дрокійського району Молдавської РСР. Виявивши місцезнаходження штабу, розвідники зняли вартових і захопили в полон полковника румунської армії, а потім відкрили вогонь з усіх видів зброї, викликавши паніку у рядах супротивника, змусивши його безладно відійти до станції Дрокія, де перебували радянські війська. У результаті противник зазнав збитків. Було взято в полон близько 300 солдатів і офіцерів, захоплено велику кількість трофеїв. 25 березня 1944 року група Гуданова потрапила в оточення румунських військ. Одного з розвідників, переодягненого у ворожу форму, Гуданов відправив з донесенням в штаб полку, а з рештою зайняв кругову оборону і прийняв бій. У критичний момент бою Гуданов був змушений знищити взятого в полон полковника. Група відбивалася до останнього патрона і загинула в повному складі. Гуданов був похований в селі Царіград, пізніше його було перепоховано у місті Дрокія.
Указом Президії Верховної Ради СРСР від 13 вересня 1944 року за «мужність, відвагу і героїзм, проявлені в боротьбі з німецькими загарбниками» лейтенант Євген Гуданов посмертно був удостоєний високого звання Героя Радянського Союзу. Також посмертно був нагороджений орденом Леніна.
На честь Гуданова названі вулиці в Харкові та Дрокії. До 1994 року ім'я Євгена Гуданова носив Дрокійський цукровий завод.
У Харкові була встановлена анотаційна дошка на честь Гуданова у серпні 1966 року.